# Berliner Fußballmeisterschaft des BBB 1907/08
Die Berliner Fußballmeisterschaft des BBB 1907/08 war die erste unter dem wiedergegründeten Berliner Ballspiel-Bund ausgetragene Berliner Fußballmeisterschaft. Die diesjährige Meisterschaft wurde in einer Gruppe mit acht Teilnehmern ausgespielt. Der FC Hohenzollern Tegel setzte sich mit drei Punkten Vorsprung vor dem SC Britannia Spandau durch und wurde zum ersten Mal Berliner Fußballmeister des BBB. Der DFB ließ in diesem Jahr nur eine Mannschaft aus Berlin an der deutschen Fußballmeisterschaft teilnehmen, welche durch ein Entscheidungsspiel zwischen dem Meistern des Märkischen Fußball-Bundes und des Verbandes Berliner Athletik-Vereine bestimmt wurde. Der Meister des BBB erhielt vom DFB in dieser Spielzeit keine Möglichkeit, an der deutschen Fußballmeisterschaft teilzunehmen.

## Abschlusstabelle
| Pl. | Verein                | Sp. | Tore  | Quot. | Punkte |
| --- | --------------------- | --- | ----- | ----- | ------ |
| 1.  | FC Hohenzollern Tegel | 14  | 69:13 | 5,31  | 25:30  |
| 2.  | SC Britannia Spandau  | 14  | 59:16 | 3,69  | 22:60  |
| 3.  | BFC Nordstern         | 14  | 33:15 | 2,20  | 22:60  |
| 4.  | Sport Union 1905      | 14  | 30:19 | 1,58  | 19:90  |
| 5.  | BSC Arminia 1906      | 14  | 21:42 | 0,50  | 10:18  |
| 6.  | BFC Meteor 06         | 14  | 14:47 | 0,30  | 05:23  |
| 7.  | CFC Hertha 06         | 14  | 10:61 | 0,16  | 05:23  |
| 8.  | Orleans Berlin        | 14  | 03:26 | 0,12  | 02:26  |